# Hirose-taisha

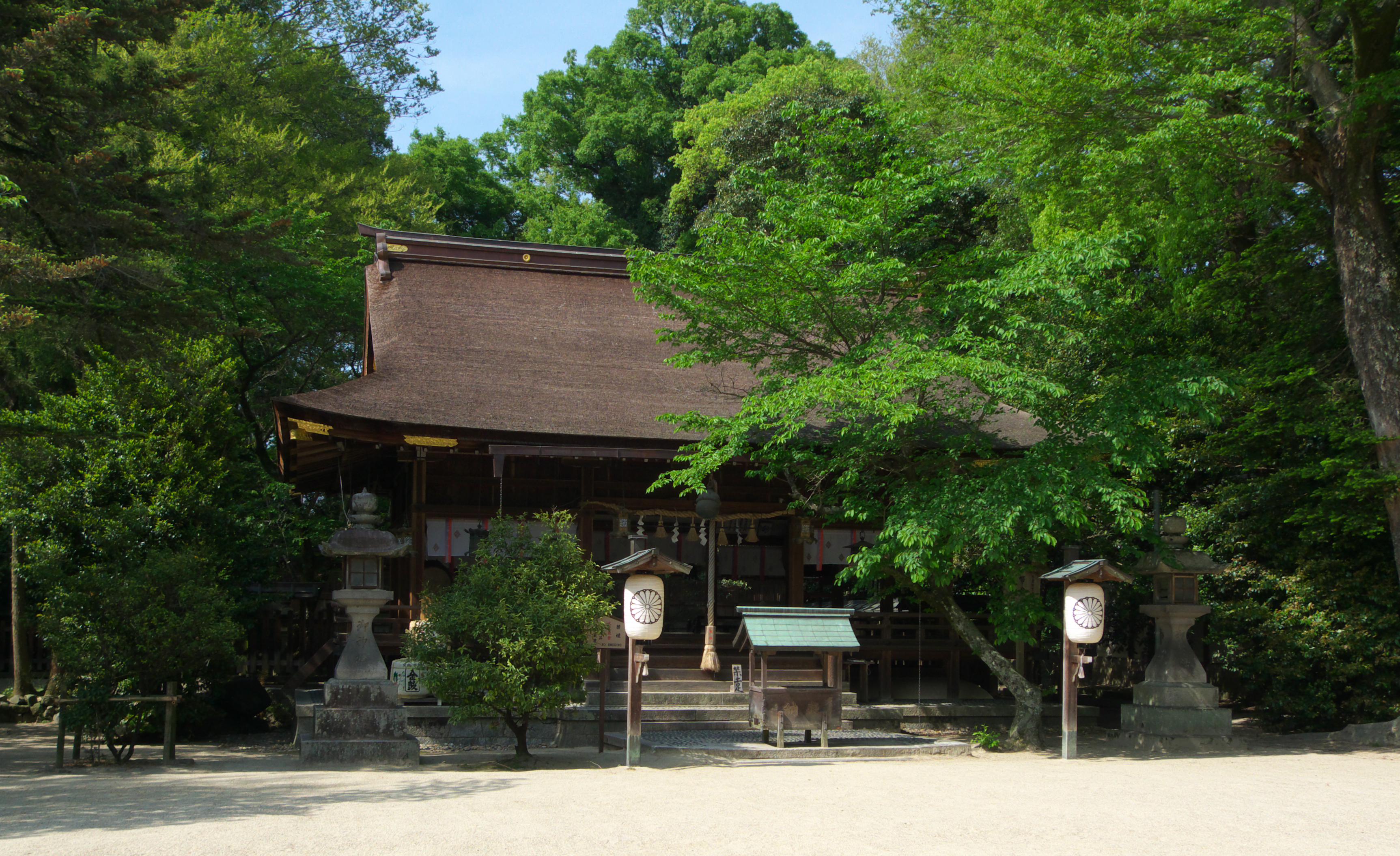
Le haiden, principal bâtiment pour la prière.

Le Hirose-jinja, aussi appelé Hirose-taisha, est un sanctuaire shinto situé à Kawai, préfecture de Nara au Japon.
Le sanctuaire bénéficie de la protection impériale à partir du début de l'époque de Heian. En 965, l'empereur Murakami ordonne que des messagers impériaux soient envoyés pour informer des événements importants les kamis gardiens du Japon. Ces heihaku sont d'abord présentés à seize sanctuaires dont Hirose-jinja.
De 1871 jusqu'en 1946, Hirose-jinja est officiellement répertorié comme kanpei-taisha (官幣大社) dans le nouveau système de classement des sanctuaires, ce qui signifie qu'il est au premier rang des sanctuaires soutenus par le gouvernement.

## Source de la traduction
- (en) Cet article est partiellement ou en totalité issu de l’article de Wikipédia en anglais intitulé « Hirose Shrine » (voir la liste des auteurs).